# Heitor Praguer Fróes
Heitor Praguer Fróes (Cachoeira, 25 de setembro de 1900 – Rio de Janeiro, 25 de outubro de 1987) foi um poeta, tradutor, médico e professor brasileiro, imortal da cadeira número 33 da Academia de Letras da Bahia.

## Biografia
Nasceu em Cachoeira, no dia 25 de setembro de 1900, filho dos médicos João Américo Garcez Fróes e de Francisca Praguer Fróes.
Ingressou na Faculdade de Medicina da Bahia, em 1917, diplomando-se em 1922.
Em 1943 esteve nos Estados Unidos em 1943, para  propor a Campanha Continental para a Erradicação do Aedes aegypti, finalmente lançada em 1947 pela Organização Sanitária Pan-Americana-OSP, então dirigida pelo médico norte-americano Fred L. Soper e que se constituiu em uma das maiores e mais duradouras iniciativas de cooperação internacional na área da saúde no século XX.
Com o lançamento da Campanha Continental, a OSP buscava, a um só tempo, dar continuidade às campanhas contra a febre amarela desenvolvidas pela Fundação Rockefeller no período entreguerras e consolidar a cooperação entre os países da região no combate a esta doença.
Imortal da Academia de Letras da Bahia, cadeira 33. Dentre suas obras no campo da literatura e da medicina estão as seguintes:
- Abelhas e Vespas
- As devotas de São Biriba
- As portas da Academia
- Cara e Coroa
- Caretas e Sorrisos
- Carícias e Piparotes
- Favos e Travos
- Nozes e Vozes
- Poemas da Primavera
- Poesia em 3 tempos
- Sal de Pimenta
- Contos e Mais
- Contrafábulas
- Meus poemas... dos Outros
- Notas de Fisiologia Geral
- Autoplastias reparadoras da face
- Índice esfimuríco
- Contribuição ao estudo da biologia do S. stercoralis
- Do micetoma pedis no Brasil
- Lições de Clínica Tropical, 1ª série
- Lições de Clínica Tropical, 3ª série
- Lições de Clínica Tropical, 4ª série e
- Lições de Medicina Tropical, 5ª série[3]

Faleceu no Rio de Janeiro em 25 de outubro de 1987.